# Offshore bankarstvo
Offshore bankarstvo (engl. offshore hrvatski prevedeno izvan obalne regije, tj. nalazi se u međunarodnim vodama) izraz je za bankarstvo koji uglavnom se odnosi na lokacije koje karakteriziraju: niski porezi, visok stupanj povjerljivosti i tajnosti (bez objavljivanja podataka o financijskim transakcijama i imovinskim odnosima) i minimalni nadzor i regulacija financijskog tržišta. Banke i ostale financijske institucije većinu svog poslovanja obavljaju u inozemstvu, a iznosi transakcija i ulaganja su izuzetno veliki u usporedbi s količinom prodaje lokalne realne ekonomije.
Brojni se offshore financijski centri nalaze na malim otocima. Uglavnom su to bivše britanske kolonije ili prekomorski zavisni teritoriji, odakle je ime i nastalo. Međutim, podmorje ne treba u tom kontekstu shvatiti geografski, već pravno: financijski centri nalaze se izvan uobičajenih pravnih normi.
Offshore bankovni računi služe izbjegavanju novčanih sredstava od plačanja poreza.

## Ekonomska struktura
Važni čimbenici lokacije u offshore centrima su:  niski ili nikakvi porezi, niska razina regulacije, dobra bankarska tajna, relativno visoka razina obrazovanja, niska korupcija, pravna sigurnost i politička Stabilnost. 
Prekomorska poduzeća također osnivaju offshore tvrtke koje obavljaju dio svog poslovanja, na primjer radi smanjenja rizika od odgovornosti, ali i radi prikrivanja kriminalnih aktivnosti i minimiziranja plaćanja poreza.
Postoje i privatne osobe koje upravljaju imovinom u off-shore financijskim centrima, uglavnom s ciljem zaobilaženja viših poreznih stopa u svojim matičnim zemljama. Pravna sigurnost i stabilnost lokacija visoka je u usporedbi s mnogim zemlje u razvoju, što znači da bogati pojedinci i tvrtke često upravljaju svojim financijama ovdje.
Oko šest do osam posto globalne imovine upravlja se u off-shore lokacijama, prema procjenama OECDa.

## Vanjske poveznice
- Tax Justice Network  Arhivirana inačica izvorne stranice od 11. srpnja 2007. (Wayback Machine)
- Attac  Arhivirana inačica izvorne stranice od 28. srpnja 2011. (Wayback Machine)
- Finance Watch